# تیلیتسه، سیلزی سفلی
تیلیچ، استان سیلسین سفلی (به لاتین: Tylice, Lower Silesian Voivodeship) یک منطقهٔ مسکونی در لهستان است که در Gmina Zgorzelec واقع شده‌است.

## خصوصیات
تیلیچ ۵۴۵ نفر جمعیت دارد.